# Nothing Really Matters (Madonna)
Nothing Really Matters is een single van Madonna, afkomstig van het album Ray of Light, uit 1998. In Europa was het de vijfde single van het album, in de Verenigde Staten de vierde (daar was Drowned World/Substitute For Love niet op single verschenen).

## Achtergrondinformatie
Nothing Really Matters is een positief lied waarin Madonna zingt over hoe haar leven is veranderd na de geboorte van haar dochter Lourdes Maria in 1996.
Het is geschreven door Madonna en Patrick Leonard, met wie ze eerder hits als Like a Prayer, Live to Tell en Frozen schreef. Het is het enige nummer op het album "Ray of light" waarop Madonna's vaste achtergrondzangeressen Niki Harris en Donna DeLory te horen zijn.
Na de miljoenenverkoop van het album "Ray of Light" is het niet verwonderlijk dat deze single geen groot verkoop-succes werd, al behaalde het in Engeland nog wel de top 10. In Nederland strandde "Nothing Really Matters" in de tipparade.
In dit nummer verbaast Madonna zich over haar egocentrisme in het verleden en concludeert ze dat 'Everything's changed/ I'll never be the same' (Alles is veranderd/Ik zal nooit meer hetzelfde zijn).

## Videoclip
De video werd opgenomen in New York en geregisseerd door Johan Renck, die later ook de clip van Hung Up zou gaan regisseren.
De clip heeft een Oosters thema, Madonna wilde erin verschijnen als een geisha. Haar kleding in de clip is ontworpen door Jean-Paul Gaultier. In haar Drowned World Tour uit 2001 is er een hele segment gewijd aan dit thema, ook weer met kleding van Jean Paul, maar "Nothing Really Matters" werd daarin niet vertolkt. Madonna heeft het wel gezongen tijdens de Grammy Awards-uitreiking in 1999, waar ze enkele beeldjes mocht ontvangen voor haar album "Ray of Light".